# Lenarchus productus
Lenarchus productus är en nattsländeart som först beskrevs av Morton 1896.  Lenarchus productus ingår i släktet Lenarchus och familjen husmasknattsländor. Arten är reproducerande i Sverige. Inga underarter finns listade i Catalogue of Life.